# Венера
Вене́ра — вторая по удалённости от Солнца и шестая по размеру планета Солнечной системы, наряду с Меркурием, Землёй и Марсом принадлежащая к семейству планет земной группы. Названа в честь древнеримской богини любви Венеры. По ряду характеристик — например, по массе и размерам — Венера считается «сестрой» Земли. Венерианский год составляет 224,7 земных суток. Она имеет самый длинный период вращения вокруг своей оси (около 243 земных суток, в среднем 243,0212 ± 0,00006 сут) среди всех планет Солнечной системы и вращается в направлении, противоположном направлению вращения большинства планет.
Венера не имеет естественных спутников. На земном небе Венера является третьим по яркости светилом после Солнца и Луны. Её яркость достигает видимой звёздной величины −4,6m и является достаточной, чтобы ночью отбрасывать различимые тени. Изредка Венера видна невооружённым глазом и в светлое время суток.
Венера имеет плотную атмосферу, состоящую более чем на 96 % из углекислого газа. Атмосферное давление на поверхности планеты в 92 раза больше, чем на поверхности Земли, и примерно равно давлению воды на глубине 900 метров. Из-за высокого давления углекислый газ в приповерхностной части атмосферы по агрегатному состоянию является уже не газом, а сверхкритической жидкостью, поэтому эта часть атмосферы представляет собой «полужидкий-полугазообразный» океан из сверхкритического углекислого газа. Средняя температура поверхности Венеры — 735 К (462 °C), что делает её самой горячей планетой в Солнечной системе, несмотря на то, что Меркурий находится ближе к Солнцу. Венера покрыта непрозрачным слоем облаков из серной кислоты с высокой отражающей способностью, что закрывает поверхность планеты от прямой видимости. Высокая температура поверхности обусловлена действием парникового эффекта.
В качестве одного из наиболее ярких объектов в небе Венера стала важным элементом в человеческой культуре. Это первая планета, для которой в начале второго тысячелетия до нашей эры было зафиксировано движение по небу. Как ближайшая к Земле планета, Венера была главной целью для ранних межпланетных исследований. Это также первая планета, окрестности которой посетил земной космический аппарат («Маринер-2» в 1962 году), и на поверхность которой была совершена посадка («Венера-7» в 1970 году). Плотные облака Венеры делают невозможным наблюдение её поверхности в видимом свете, поэтому подробные карты её поверхности появились только после выхода в 1991 году на околовенерианскую орбиту космического аппарата «Магеллан», осуществившего радиолокационное исследование поверхности Венеры с высоким разрешением. Существуют проекты по реализации более сложных задач на поверхности Венеры, в том числе с использованием планетоходов, но им мешают тяжёлые условия на поверхности Венеры.

## Общие сведения
Среднее расстояние Венеры от Солнца — 108 млн км (0,723 а.е.). Расстояние от Венеры до Земли меняется в пределах от 38 до 261 млн км. Её орбита очень близка к круговой — эксцентриситет составляет всего 0,0067. Период обращения вокруг Солнца равен 224,7 земных суток; средняя орбитальная скорость — 35 км/с. Наклон орбиты к плоскости эклиптики равен 3,4°. По размерам Венера довольно близка к Земле. Радиус планеты равен 6051,8 км (95 % земного), масса — 4,87⋅1024 кг (81,5 % земной), средняя плотность — 5,24 г/см³. Ускорение свободного падения равно 8,87 м/с², вторая космическая скорость — 10,36 км/с.
Венера классифицируется как землеподобная планета, и иногда её называют «сестрой Земли», потому что обе планеты похожи размерами и составом. Однако условия на двух планетах очень разнятся. Атмосфера Венеры, самая плотная среди землеподобных планет, состоит главным образом из углекислого газа. Поверхность планеты полностью скрывают облака серной кислоты, непрозрачные в видимом свете. Споры о том, что находится под густой облачностью Венеры, продолжались до XX века. В то же время атмосфера Венеры прозрачна для дециметровых радиоволн, с помощью которых впоследствии и был исследован рельеф планеты:554.

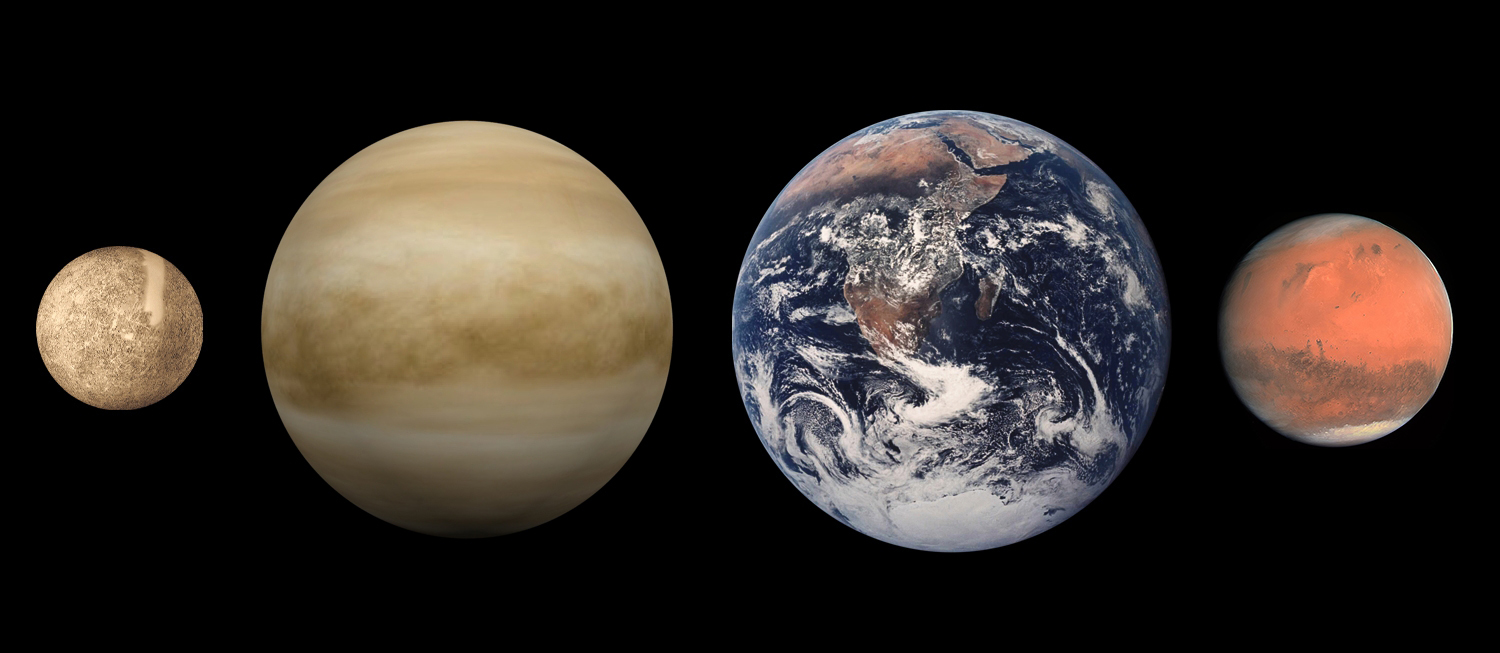
Сравнительные размеры (слева направо) Меркурия, Венеры, Земли и Марса

Атмосферное давление на поверхности Венеры в 92 раза больше, чем на Земле. Подробное картографирование поверхности Венеры проводилось в течение последних 22 лет — в частности, проектом «Магеллан». Поверхность Венеры носит яркие признаки вулканической деятельности, а атмосфера содержит серу. Есть некоторые признаки того, что вулканическая деятельность на Венере продолжается и сейчас. Удивительно низкое число ударных кратеров говорит в пользу того, что поверхность Венеры относительно молода: ей приблизительно 500 миллионов лет. Тектоники плит на Венере нет (вероятно, потому, что её литосфера из-за отсутствия воды слишком вязкая и, следовательно, недостаточно подвижна), но есть много следов менее масштабных тектонических движений.
Венера вращается вокруг своей оси, наклонённой к плоскости орбиты на 177,36°, из-за чего при наблюдении со стороны северного полюса эклиптики планета вращается с востока на запад, то есть в направлении, противоположном направлению вращения большинства планет. Один оборот вокруг оси по продолжительности равен 243 земным суткам. Комбинация этих движений даёт величину солнечных суток на планете 116,8 земных суток. Один оборот вокруг своей оси по отношению к Земле Венера совершает за 146 суток, а синодический период составляет 584 суток, то есть ровно вчетверо дольше. Поэтому в каждом нижнем соединении (то есть во время максимального сближения с Землёй) Венера обращена к Земле одной и той же стороной. Пока неизвестно, является ли это совпадением, или же здесь действует приливное взаимодействие Земли и Венеры.

## Венера в Солнечной системе

### Астрономические характеристики
Венера — третий по яркости объект на небе Земли после Солнца и Луны и достигает видимой звёздной величины −4,6m. Поскольку Венера ближе к Солнцу, чем Земля, она никогда не удаляется от Солнца более чем на 47,8° (для земного наблюдателя). Поэтому обычно Венера видна незадолго до восхода или через некоторое время после захода Солнца, традиционно называясь при этом, соответственно, «утренняя звезда» и «вечерняя звезда».

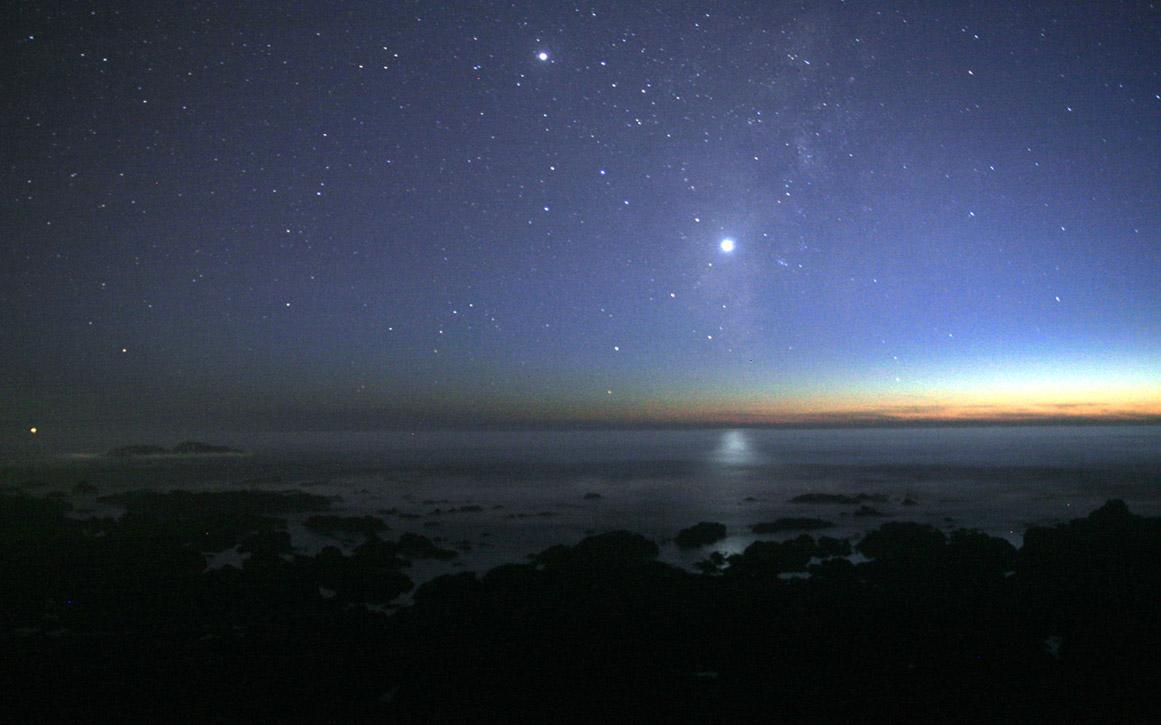
Венера всегда ярче, чем самые яркие звёзды (кроме Солнца). На этом снимке Венера отражается в водах Тихого океана

Венеру легко распознать, так как по блеску она намного превосходит самые яркие звёзды. Отличительным признаком планеты является её ровный белый цвет. Венера, так же как и Меркурий, не отходит на небе на большое расстояние от Солнца. В моменты элонгаций Венера может удалиться от нашей звезды максимум на 47°. Как и у Меркурия, у Венеры есть периоды утренней и вечерней видимости: в древности считали, что утренняя и вечерняя «Венеры» — разные звёзды.
В телескоп, даже небольшой, можно без труда наблюдать изменение видимой фазы диска планеты. Его впервые наблюдал в 1610 году Галилей.

### Прохождение по диску Солнца
Так как Венера расположена ближе к Солнцу, чем Земля, с Земли можно наблюдать прохождение Венеры по диску Солнца. При этом планета предстаёт в виде маленького чёрного диска на фоне огромного светила. Однако это очень редкое явление: в течение примерно двух с половиной столетий случается четыре прохождения — два декабрьских и два июньских. Последнее произошло 6 июня 2012 года. Следующее прохождение будет 11 декабря 2117 года.
Впервые прохождение Венеры по диску Солнца наблюдали 4 декабря 1639 года английский астроном Иеремия Хоррокс (он же предвычислил дату явления) и его друг и коллега Уильям Крабтри. Наблюдения позволили им уточнить оценку размера Венеры и с наилучшей для своего времени точностью определить расстояние от Земли до Солнца.
Следующее прохождение было предвычислено на 6 июня 1761 года и с нетерпением ожидалось астрономами всего мира. Наблюдение его из разных точек земного шара было необходимо для определения параллакса, позволявшего уточнить расстояние от Земли до Солнца по методу, разработанному английским астрономом Эдмундом Галлеем.

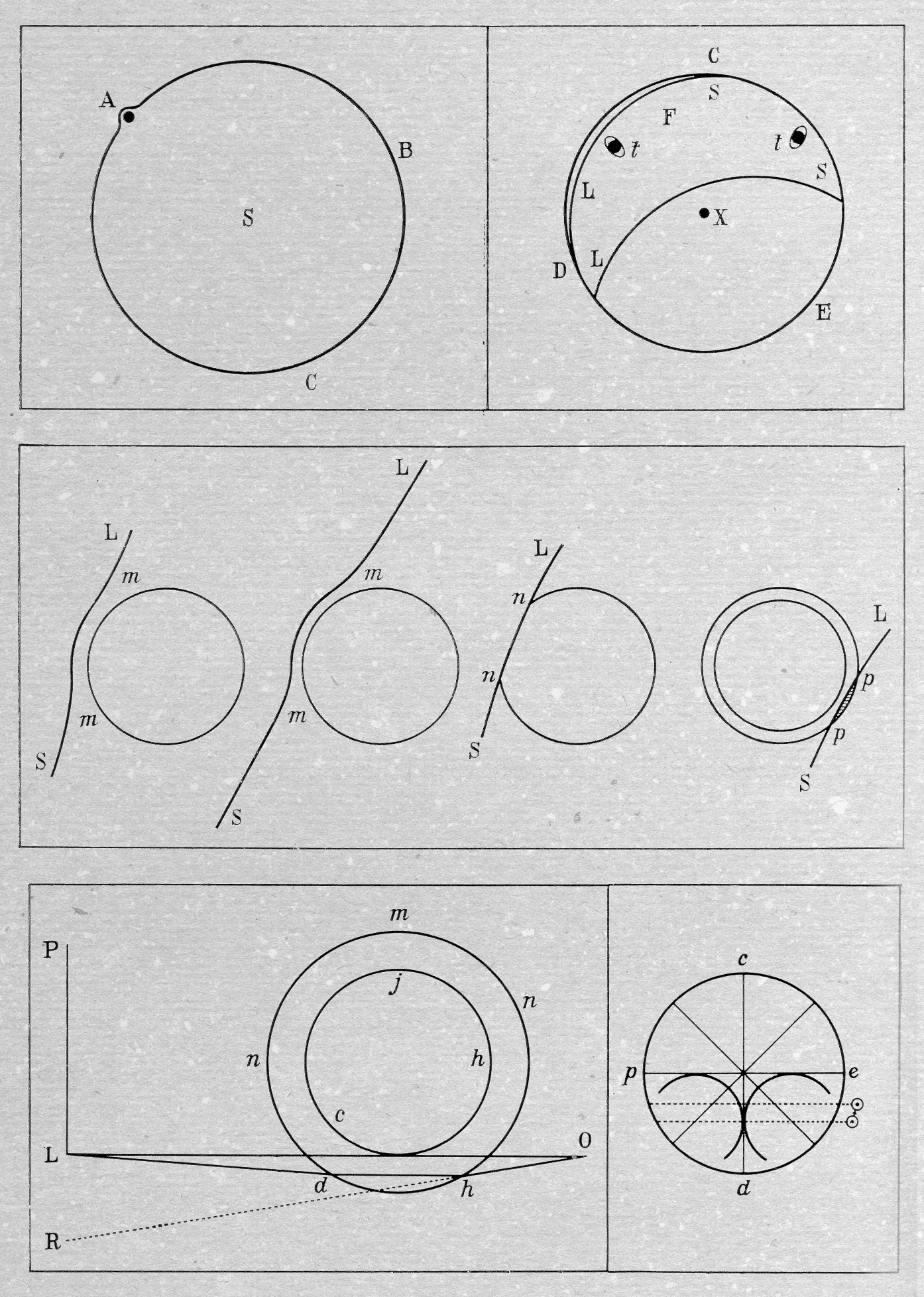
Из публикации М. В. Ломоносова «Явление Венеры на Солнце…». 1761

Наблюдения этого прохождения производились в 40 пунктах при участии 112 человек. На территории России организатором их был Михаил Васильевич Ломоносов. Результатом его усилий стало направление экспедиции Никиты Ивановича Попова в Иркутск и Степана Яковлевича Румовского — в Селенгинск. Он также добился организации наблюдений при участии Андрея Дмитриевича Красильникова и Николая Гавриловича Курганова в Академической обсерватории Санкт-Петербурга вопреки нежеланию её директора Франца Эпинуса допускать к наблюдению русских учёных. Задачей наблюдателей было точно отметить время контактов Венеры и Солнца — зрительного касания краёв их дисков.
Сам Ломоносов, более всего интересовавшийся физической стороной явления, вёл самостоятельные наблюдения в своей домашней обсерватории. Он обратил особое внимание на сопровождавшие контакты оптические эффекты и описал их в работе «Явление Венеры на Солнце, наблюденное в Санктпетербургской императорской Академии Наук майя 26 дня 1761 года», опубликованной на русском языке 4 июля 1761 года и в августе того же года переведённой на немецкий язык.
Один эффект возник незадолго до первого контакта диска Венеры с диском Солнца: «…солнечный край чаемого вступления стал неявственен и несколько будто стушеван». Эффект повторился и при сходе Венеры с солнечного диска: «…последнее прикосновение Венеры заднего края к Солнцу при самом выходе было также с некоторым отрывом и с неясностию солнечного края». Сам Ломоносов приписал этот эффект вступлению «Венериной атмосферы в край солнечный», однако Александр Иванович Лазарев в 1978 году высказал мнение, что его причиной является зеркальное отражение Солнца от атмосферы Венеры, возникающее при малом угле скольжения. Другой эффект наблюдался сначала словно «тонкое, как волос, сияние», возникшее в момент близкий к полному вступлению Венеры на диск Солнца. Ломоносову показалось, что сияние отделило ещё не вступившую на Солнце часть диска Венеры, но это впечатление оказалось ошибочным (аналогичную ошибку допускали некоторые наблюдатели и при следующих прохождениях Венеры по Солнцу в 1874 и 1882 годах). Более правильное наблюдение этого эффекта удалось сделать в начале схождения Венеры с солнечного диска. Ломоносов описал выступивший при приближении Венеры изнутри к краю солнечного диска «на краю Солнца пупырь, который тем явственнее учинился, чем ближе Венера к выступлению приходила». Этот эффект был верно истолкован Ломоносовым как следствие преломления солнечного света в атмосфере Венеры, не уступающей по величине атмосфере Земли. Впоследствии он был назван «явлением Ломоносова».
Оптические эффекты, сопровождавшие моменты контактов Венеры и Солнца, отмечали во время прохождения 1761 года и другие наблюдатели, в частности, Степан Румовский, Шапп д’Отерош, Тоберн Бергман. Однако именно Ломоносов первым определённо объяснил их наличием у Венеры плотной атмосферы.

### Спутники

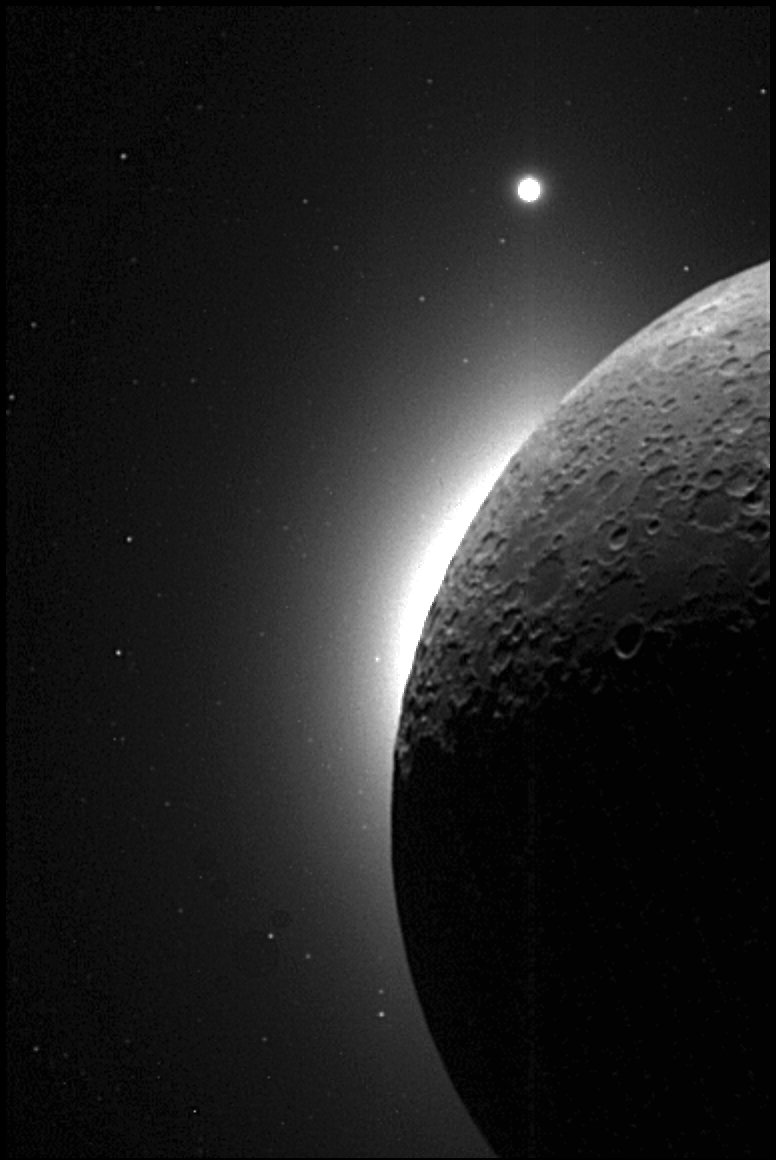
Венера рядом с Солнцем, закрытым Луной. Кадр аппарата «Клементина»

Венера, наряду с Меркурием, является планетой, не имеющей естественных спутников.
В XIX веке существовала гипотеза, что в прошлом спутником Венеры являлся Меркурий, который впоследствии был ею «потерян». В 1976 году Том ван Фландерн и Р. С. Харрингтон при помощи численного моделирования показали, что эта гипотеза хорошо объясняет большие отклонения (эксцентриситет) орбиты Меркурия, его резонансный характер обращения вокруг Солнца и потерю вращательного момента как у Меркурия, так и у Венеры. Также объясняется приобретение Венерой вращения, обратного основному в Солнечной системе, разогрев поверхности планеты и возникновение плотной атмосферы.
В прошлом было сделано много заявлений о наблюдении спутников Венеры, но они всегда оказывались основанными на ошибке. Первые такие заявления относятся к XVII веку. Всего за 120-летний период до 1770 года о наблюдении спутника сообщалось более 30 раз, как минимум 20 астрономами. К 1770 году поиски спутников Венеры были почти прекращены — в основном, из-за того, что не удавалось повторить результаты предыдущих наблюдений, а также в результате того, что никаких признаков наличия спутника не было обнаружено при наблюдении прохождения Венеры по диску Солнца в 1761 и 1769 году.
У Венеры (как и у Марса и Земли) существует квазиспутник, астероид 2002 VE68, обращающийся вокруг Солнца таким образом, что между ним и Венерой существует орбитальный резонанс, в результате которого на протяжении многих периодов обращения он остаётся вблизи планеты.

## Планетология

### Поверхность и внутреннее строение

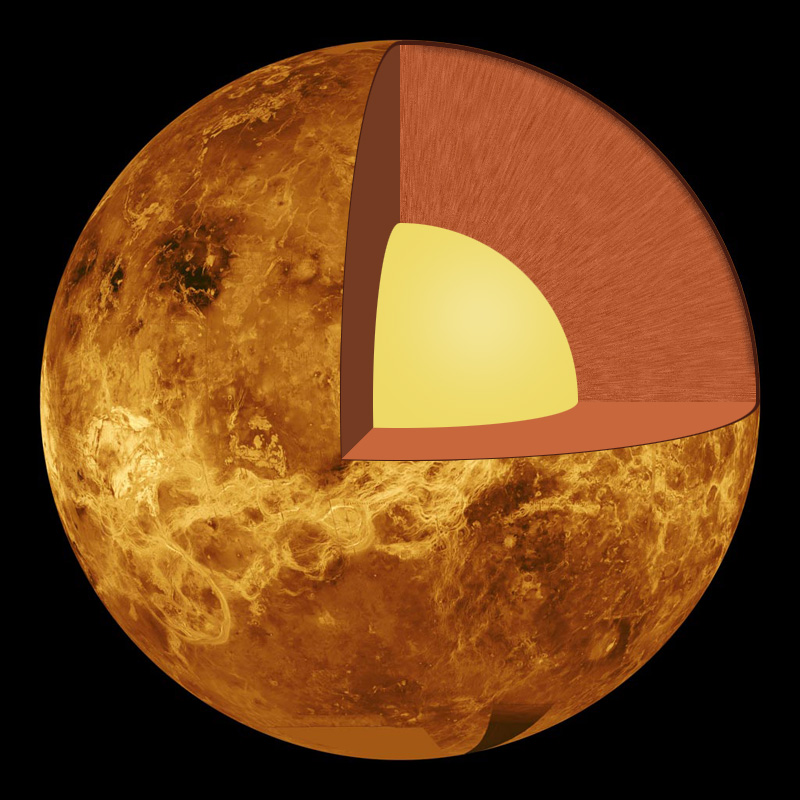
Внутреннее строение Венеры

Исследование поверхности Венеры стало возможным с развитием радиолокационных методов. Наиболее подробную карту составил американский аппарат «Магеллан», заснявший 98 % поверхности планеты. Картографирование выявило на Венере обширные возвышенности. Крупнейшие из них — Земля Иштар и Земля Афродиты, сравнимые по размерам с земными материками. Ударных кратеров на Венере относительно немного. Значительная часть поверхности планеты геологически молода (порядка 500 млн лет). 90 % поверхности планеты покрыто застывшей базальтовой лавой.
В 2009 году была опубликована карта южного полушария Венеры, составленная с помощью аппарата «Венера-экспресс». На основе данных этой карты возникли гипотезы о наличии в прошлом на Венере океанов воды и сильной тектонической активности.
Предложено несколько моделей внутреннего строения Венеры. Согласно наиболее реалистичной из них, на Венере есть три оболочки. Первая — кора толщиной примерно 16 км. Далее — мантия, силикатная оболочка, простирающаяся на глубину порядка 3300 км до границы с железным ядром, масса которого составляет около четверти всей массы планеты. Поскольку собственное магнитное поле планеты отсутствует, то следует считать, что в железном ядре нет перемещения заряженных частиц — электрического тока, вызывающего магнитное поле, следовательно, движения вещества в ядре не происходит, то есть оно находится в твёрдом состоянии. Плотность в центре планеты достигает 14 г/см³.
Подавляющее большинство деталей рельефа Венеры носит женские имена, за исключением высочайшего горного хребта планеты, расположенного на Земле Иштар близ плато Лакшми и названного в честь Джеймса Максвелла.

#### Рельеф

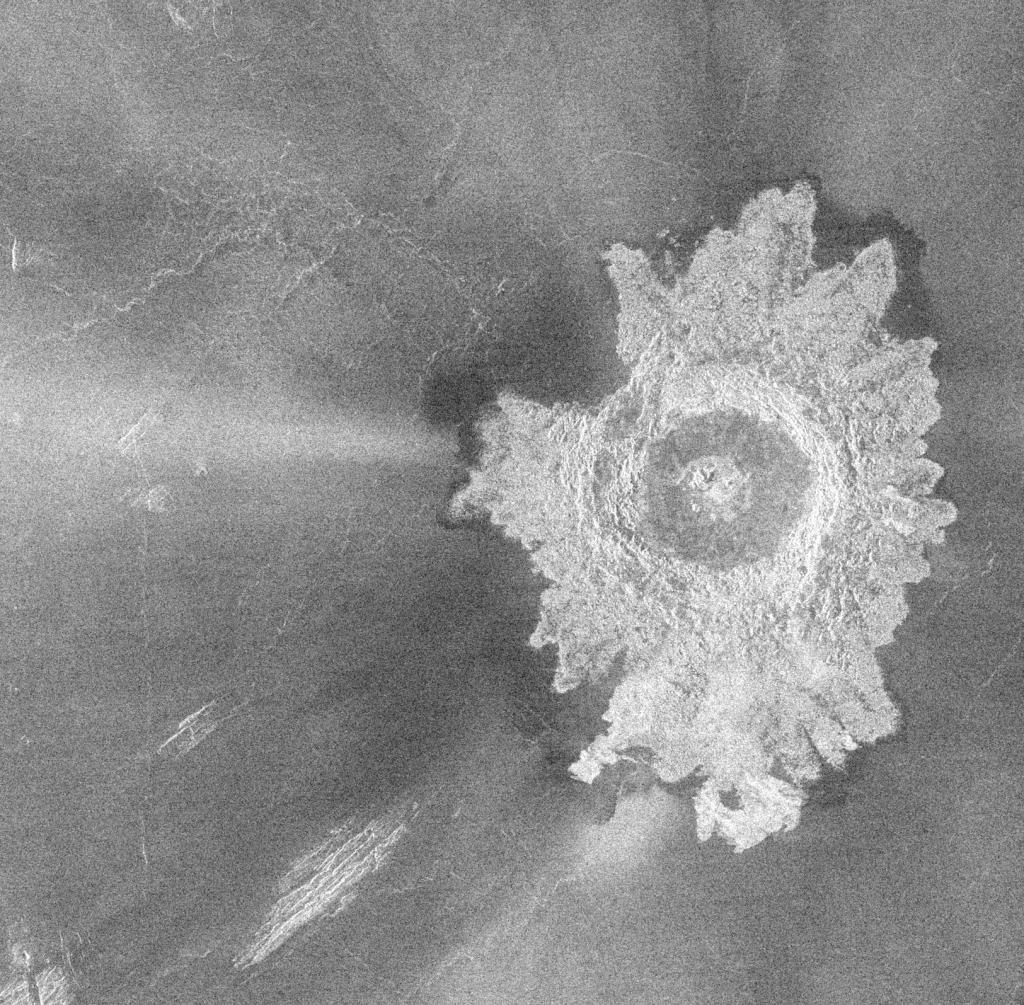
Ударный кратер на Венере

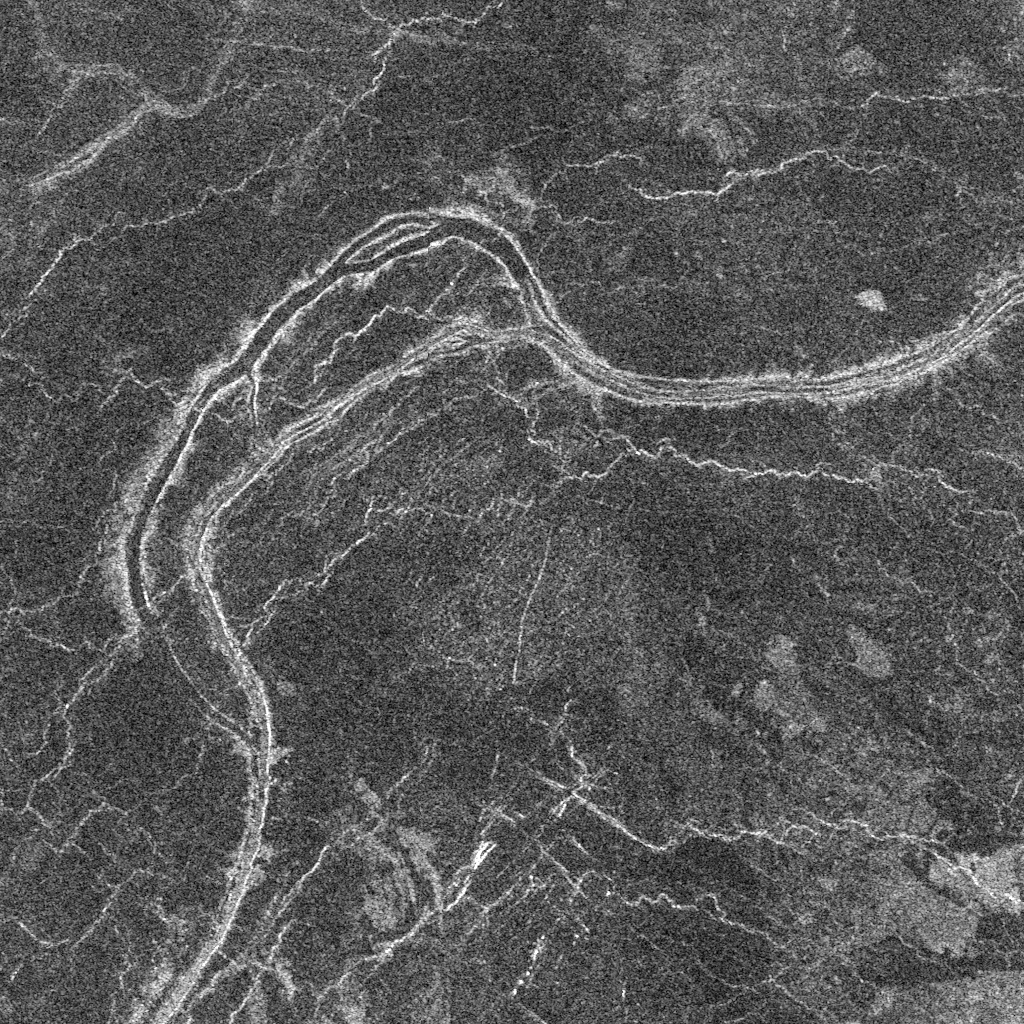
Радарный снимок КА «Магеллан» русел лавовых потоков на Венере

Радар АМС «Пионер-Венера-1» в 1970-х годах снимал поверхность Венеры с разрешением 150—200 км. Советские АМС «Венера-15» и «Венера-16» в 1983—1984 годах с помощью радара закартировали большую часть северного полушария с разрешением 1—2 км, впервые засняв тессеры и венцы. Американский «Магеллан» с 1989 по 1994 год произвёл более детальное (с разрешением 300 м) и почти полное картографирование поверхности планеты. На ней обнаружены тысячи древних вулканов, извергавших лаву, сотни кратеров, арахноиды, горы. Поверхностный слой (кора) очень тонок; ослабленный высокой температурой, он слабо препятствует прорыванию лавы наружу. Два венерианских континента — Земля Иштар и Земля Афродиты — по площади не меньше Европы каждый, однако по протяжённости их несколько превосходят каньоны Парнгэ, названные в честь хозяйки леса у ненцев, которые являются самой большой деталью рельефа Венеры. Низменности, похожие на океанские впадины, занимают на Венере только одну шестую поверхности. Горы Максвелла на Земле Иштар возвышаются на 11 км над средним уровнем поверхности. Горы Максвелла, а также области Альфа и Бета являются единственными исключениями из правила о наименованиях, принятого МАС. Всем остальным районам Венеры даны женские имена, в том числе русские: на карте можно найти Землю Лады, равнину Снегурочки и каньон Бабы-Яги.
Ударные кратеры — редкий элемент венерианского пейзажа: на всей планете их лишь около 1000. На снимке справа — кратер Адывар диаметром около 30 км. Внутренняя область заполнена застывшим расплавом пород. «Лепестки» вокруг кратера образованы раздроблённой породой, выброшенной наружу во время взрыва при его образовании.

#### Особенности номенклатуры
Поскольку облака скрывают поверхность Венеры от визуальных наблюдений, её можно изучать только радиолокационными методами. Первые, довольно грубые, карты Венеры были составлены в 1960-е годы на основе радиолокации, проводимой с Земли. Светлые в радиодиапазоне детали величиной в сотни и тысячи километров получили условные обозначения, причём в то время существовало несколько систем таких обозначений, которые не имели всеобщего хождения, а использовались локально группами учёных. Одни применяли буквы греческого алфавита, другие — латинские буквы и цифры, третьи — римские цифры, четвёртые — именования в честь знаменитых учёных, работавших в сфере электро- и радиотехники (Гаусс, Герц, Попов). Эти обозначения (за отдельными исключениями) ныне вышли из научного употребления, хотя ещё встречаются в современной литературе по астрономии. Исключением являются область Альфа, область Бета и горы Максвелла, которые были удачно сопоставлены и отождествлены с уточнёнными данными, полученными с помощью космической радиолокации.

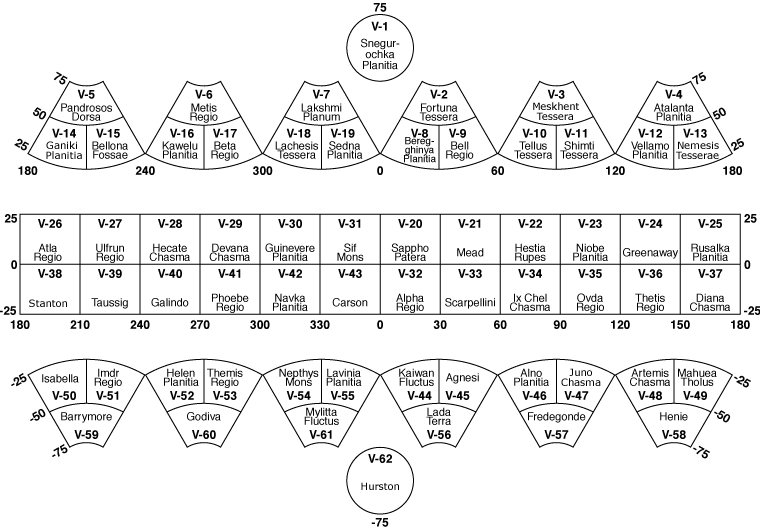
Схема деления карты Венеры на листы (для каждого указано буквенно-цифровое обозначение и латинское название по примечательной детали рельефа)

Первую карту части венерианской поверхности по данным радиолокации составила Геологическая служба США в 1980 году. Для картографирования была использована информация, собранная радиозондом «Пионер-Венера-1» («Пионер-12»), который работал на орбите Венеры с 1978 по 1992 год.
Карты северного полушария планеты (треть поверхности) составлены в 1989 году в масштабе 1:5 000 000 совместно Американской геологической службой и советским Институтом геохимии и аналитической химии им. В. И. Вернадского. Использовались данные советских радиозондов «Венера-15» и «Венера-16». Полная (кроме южных полярных областей) и более детальная карта поверхности Венеры составлена в 1997 году в масштабах 1:10 000 000 и 1:50 000 000 Американской геологической службой. При этом были использованы данные радиозонда «Магеллан».
Правила именования деталей рельефа Венеры были утверждены на XIX Генеральной ассамблее Международного астрономического союза в 1985 году, после обобщения результатов радиолокационных исследований Венеры автоматическими межпланетными станциями. Было решено использовать в номенклатуре только женские имена (кроме трёх приведённых ранее исторических исключений):
- Крупные кратеры Венеры получают названия, в которых увековечены фамилии знаменитых женщин, а малые кратеры — женские имена (нередко уменьшительные). Примеры крупных: Ахматова, Барсова, Барто, Волкова, Голубкина, Данилова, Дашкова, Ермолова, Ефимова, Клёнова, Мухина, Обухова, Орлова, Осипенко, Потанина, Руднева, Русланова, Федорец[40], Яблочкина. Примеры мелких: Аня, Гульнара, Джина, Джоди, Исако, Катя, Оля, Света, Таня, Хадича, Эсмеральда и т. д.[38][39]

Некратерные формы рельефа Венеры получают имена в честь мифических, сказочных и легендарных женщин: возвышенностям даются имена богинь разных народов, понижениям рельефа — прочих персонажей из различных мифологий:
- земли и плато получают название в честь богинь любви и красоты; тессеры — по имени богинь судьбы, счастья и удачи; горы, купола, области называются именами различных богинь, великанш, титанид; холмы — именами морских богинь; уступы — именами богинь домашнего очага, венцы — именами богинь плодородия и земледелия; гряды — именами богинь неба и женских персонажей, связанных в мифах с небом и светом;
- борозды и линии получают названия воинственных женщин, а каньоны — имена мифологических персонажей, связанных с Луной, охотой и лесом[38][39].

#### Индуцированная магнитосфера
Индуцированная магнитосфера Венеры имеет ударную волну, магнитослой, магнитопаузу и хвост магнитосферы с токовым слоем.
В подсолнечной точке ударная волна находится на высоте 1900 км (0,3Rv, где Rv — радиус Венеры). Это расстояние измерялось в 2007 году вблизи минимума солнечной активности. Вблизи её максимума эта высота может быть в несколько раз меньше. Магнитопауза расположена на высоте 300 км. Верхняя граница ионосферы (ионопауза) находится вблизи 250 км. Между магнитопаузой и ионопаузой существует магнитный барьер — локальное усиление магнитного поля, что не позволяет солнечной плазме проникать глубоко в атмосферу Венеры, по крайней мере, вблизи минимума солнечной активности. Значение магнитного поля в барьере достигает 40 нТл. Хвост магнитосферы тянется на расстояние до десяти радиусов планеты. Это наиболее активная часть венерианской магнитосферы — здесь происходит пересоединение силовых линий и ускорение частиц. Энергия электронов и ионов в хвосте магнитосферы составляет около 100 эВ и 1000 эВ, соответственно.

Взаимодействие Венеры с солнечным ветром. Показаны компоненты индуцированной магнитосферы

В связи со слабостью собственного магнитного поля Венеры солнечный ветер проникает глубоко в её экзосферу, что ведёт к небольшим потерям атмосферы. Потери происходят, в основном, через хвост магнитосферы. В настоящее время основными типами ионов, которые уходят из атмосферы, являются O+, H+ и He+. Отношение ионов водорода к кислороду составляет около 2 (то есть почти стехиометрическое), что указывает на непрекращающуюся потерю воды.

### Атмосфера

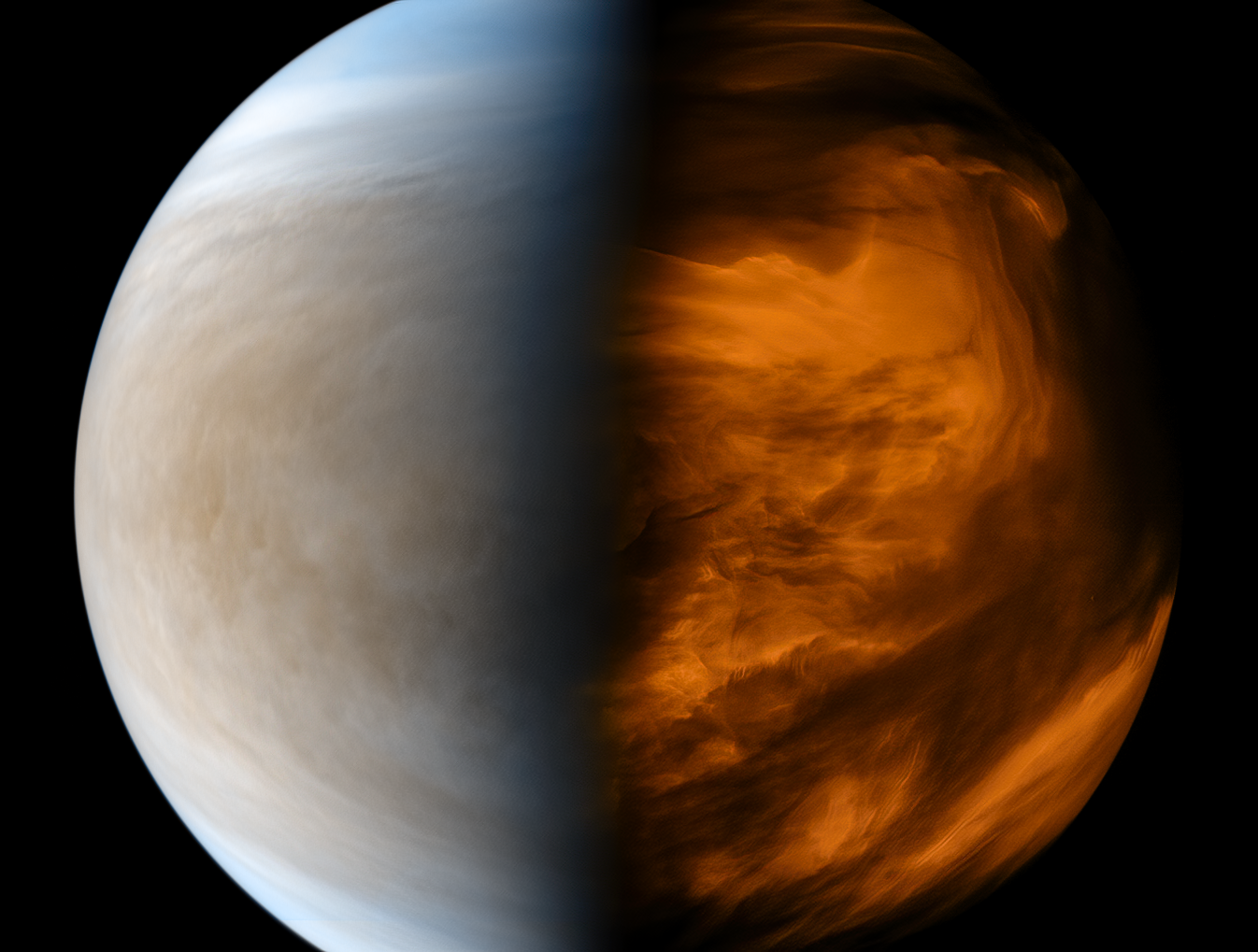
Снимок Венеры в условном цвете, инфракрасный спектр и ультрафиолетовый спектр (длина волны 365 и 283 нм), сделан Акацуки в 2016 году

Атмосфера Венеры состоит, в основном, из углекислого газа (96,5 %) и азота (3,5 %). Содержание других газов очень мало: диоксида серы — 0,018 %, аргона — 0,007 %, водяного пара — 0,003 %, у остальных составляющих — ещё меньше. В 2011 году учёные, работающие с аппаратом «Venus Express», обнаружили у Венеры озоновый слой, который располагается на высоте 100 километров. Для сравнения, озоновый слой Земли располагается на высоте 15—20 километров, а концентрация озона в нём на несколько порядков больше.

#### Структура
В структуре строения атмосферы Венеры выделяют следующие оболочки:
- экзосфера — верхняя граница атмосферы, внешняя оболочка планеты на высоте 220—350 км;
- термосфера — находится на границе между 120 и 220 км;
- мезопауза — находится между 95 и 120 км;
- верхняя мезосфера — на границе между 73—95 км;
- нижняя мезосфера — на границе между 62—73 км;
- тропопауза — расположена на границе чуть выше 50 и чуть ниже 65 км; область, где условия наиболее похожи на условия у поверхности Земли
- тропосфера — наиболее плотная часть атмосферы Венеры, самая нижняя приповерхностная часть которой представляет собой «океан» из сверхкритического CO2 из-за высоких давления и температуры.

Термосфера является разрежённой и сильно ионизированной оболочкой атмосферы. Как и для термосферы Земли, для термосферы Венеры характерны значительные перепады температур. Температура ночной стороны термосферы достигает 100 К (−173 °C). На дневной стороне температура возрастает до 300—400 К (от 27 до 127 °C).
Мезосфера Венеры находится на высотах между 65 и 120 км. В мезосфере Венеры можно выделить два уровня:
- верхний (73—95 км);
- нижний (62—73 км)[46].

В верхнем уровне мезосферы на высоте 95 км температура составляет около 165 К (−108 °C).
В нижнем уровне мезосферы температура почти постоянна и составляет 230 К (−43 °C). Этот уровень совпадает с верхней границей облаков.

Зависимость температуры атмосферы от высоты

Тропопауза — граница между тропосферой и мезосферой — расположена в районе чуть выше 50 и чуть ниже 65 км. По данным советских зондов (от «Венера-4» до «Венера-14») и американских «Пионер-Венера-2», область атмосферного слоя в районе от 52,5 до 54 км имеет температуру между 293 К (+20 °C) и 310 K (+37 °C), а на высоте 49,5 км давление становится таким же, как на Земле на уровне моря.
Тропосфера начинается на поверхности планеты и простирается до 65 км. Ветры у раскалённой поверхности слабые, однако в верхней части тропосферы температура и давление уменьшаются до земных значений, и скорость ветра возрастает до 100 м/с.
Плотность атмосферы у поверхности составляет 67 кг/м3, то есть 6,5 % от плотности жидкой воды на Земле. Атмосферное давление на поверхности Венеры составляет примерно 90 бар, что равно давлению на глубине около 910 метров под водой на Земле. При столь высоком давлении углекислый газ (критическая точка которого 31 °C, 73,8 бар) по агрегатному состоянию является уже не газом, а сверхкритической жидкостью. Таким образом, нижние 5 км тропосферы представляют собой горячий полужидкий-полугазообразный океан CO2. Температура здесь составляет 740 К (467 °C). Это больше температуры поверхности Меркурия, находящегося вдвое ближе к Солнцу. Причиной столь высокой температуры на Венере является парниковый эффект, создаваемый углекислым газом и густыми кислотными облаками. Несмотря на медленное вращение планеты, перепад температур между дневной и ночной стороной планеты (а также между экватором и полюсами) составляет около 1—2 K — настолько велика тепловая инерция тропосферы.

#### Атмосферные явления

##### Ветра
О нерешённых проблемах, связанных с атмосферой планеты, высказался сотрудник Института исследований Солнечной системы Общества Макса Планка (ФРГ) Дмитрий Титов:

Практически вся её атмосфера вовлечена в один гигантский ураган: она вращается вокруг планеты со скоростью, достигающей 120—140 метров в секунду (432—504 км/ч) у верхней границы облаков. Мы пока совершенно не понимаем, как это происходит, и что поддерживает это мощнейшее движение. Ещё один пример: известно, что основной серосодержащий газ на Венере — это двуокись серы. Но когда мы начинаем моделировать химию атмосферы на компьютере, то выясняется, что двуокись серы должна быть «съедена» поверхностью в течение геологически короткого времени. Этот газ должен исчезнуть, если нет какой-то постоянной подпитки. Её приписывают, как правило, вулканической активности.
Суперротационные ветра приводят к тому, что атмосфера Венеры делает полный оборот за 4 земных дня. На ночной стороне в верхних слоях атмосферы Венеры зондом «Venus Express» обнаружены стоячие волны.

##### Облака и парниковый эффект
Снимки Венеры в условном цвете, ультрафиолетовый спектр (длины волн 365 и 283 нм), сделан Акацуки
Облачный покров расположен на высотах примерно 48—65 км. Облака Венеры довольно плотны и состоят из сернистого газа и капель серной кислоты. Есть признаки наличия там и других веществ. В частности, известно, что в составе частиц облаков есть хлор. Их желтоватый оттенок может быть вызван примесью серы или хлорного железа.
Толщина облачного покрова такова, что поверхности достигает лишь незначительная часть солнечного света, и во время нахождения Солнца в зените уровень освещённости составляет всего 1000—3000 люкс. Для сравнения, на Земле в пасмурный день освещённость составляет 1000 люкс, а в ясный солнечный день в тени — 10—25 тыс. люкс. Влажность у поверхности составляет менее 0,1 %. Из-за высокой плотности и отражающей способности облаков суммарное количество солнечной энергии, получаемое планетой, меньше, чем у Земли.
Густые облака делают невозможным наблюдение поверхности в видимом свете. Они прозрачны лишь в радио- и микроволновом диапазонах, а также в отдельных участках ближней инфракрасной области.
Во время пролёта «Galileo» мимо Венеры была проведена съёмка инфракрасным спектрометром NIMS, и неожиданно выяснилось, что на волнах длиной 1,02, 1,1 и 1,18 мкм сигнал коррелирует с топографией поверхности, то есть для соответствующих частот существуют «окна», через которые видна поверхность Венеры.
В ультрафиолетовом свете облачный покров выглядит как мозаика светлых и тёмных полос, вытянутых под небольшим углом к экватору. Их наблюдения показывают, что облачный покров вращается с востока на запад с периодом 4 суток (на уровне облачного покрова дуют ветры со скоростью 100 м/с).
Углекислый газовый океан и плотные облака из серной кислоты создают сильный парниковый эффект у поверхности планеты. Они делают поверхность Венеры самой горячей в Солнечной системе, хотя Венера расположена вдвое дальше от Солнца и получает на единицу площади вчетверо меньше энергии, чем Меркурий. Средняя температура её поверхности — 740 К (467 °C). Это выше температуры плавления свинца (600 К, 327 °C), олова (505 К, 232 °C) и цинка (693 K, 420 °C). Из-за плотной тропосферы разница температур между дневной и ночной сторонами незначительна, хотя солнечные сутки на Венере очень длинны: в 116,8 раз дольше земных.

##### Грозы и молнии
Наблюдения с автоматических космических станций зафиксировали в атмосфере Венеры электрическую активность, которую можно описать как грозы и молнии. Впервые эти явления были обнаружены аппаратом «Венера-2» как помехи в радиопередаче. Вспышки в оптическом диапазоне, предположительно, являвшиеся молниями, были зафиксированы станциями «Венера-9 и -10» и аэростатными зондами «Вега-1 и -2». Аномальные усиления электромагнитного поля и радиоимпульсы, также, возможно, вызванные молниями, были обнаружены ИСВ «Пионер—Венера» и спускаемыми аппаратами «Венера-11 и -12», а в 2006 году аппарат «Венера-Экспресс» обнаружил в атмосфере Венеры геликоны, интерпретированные как результат молний. Нерегулярность их всплесков напоминает характер погодной активности. Интенсивность молний составляет по меньшей мере половину земной.
По мнению учёных, облака Венеры способны создавать молнии по тому же принципу, что и облака на Земле. Но молнии Венеры примечательны тем, что они, в отличие от молний Юпитера, Сатурна и (в большинстве случаев) Земли, не связаны с водяными облаками. Они возникают в облаках из серной кислоты.

##### Дожди
Предположительно, в верхних слоях тропосферы Венеры время от времени идут дожди из серной кислоты, которые из-за высокой температуры в нижних слоях атмосферы испаряются, не достигая поверхности (такое явление носит название вирга).

#### Климат

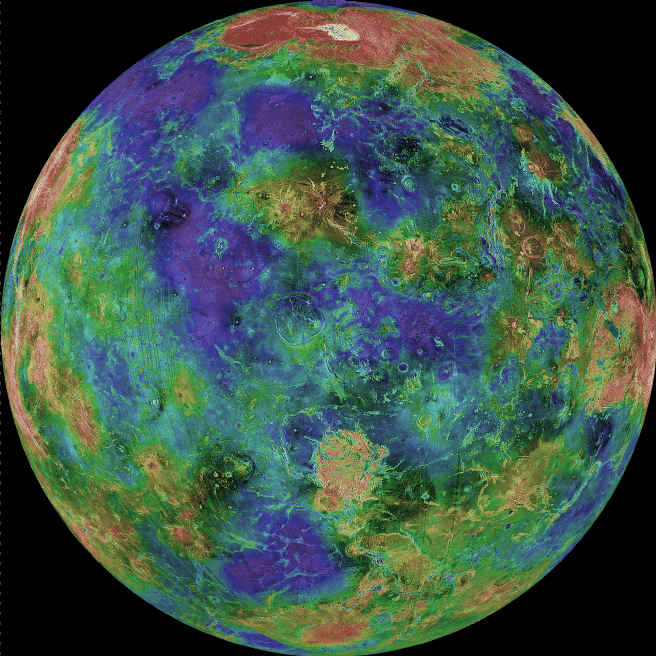
Топографическая карта Венеры

Расчёты показывают, что при отсутствии парникового эффекта максимальная температура поверхности Венеры не превышала бы 80 °C[уточнить]. В действительности же температура на поверхности Венеры (на уровне среднего радиуса планеты) — около 750 К (477 °C), причём её суточные колебания незначительны. Давление — около 92 атм, плотность газа почти на два порядка выше, чем в атмосфере Земли. Установление этих фактов разочаровало многих исследователей, полагавших, что на этой, так похожей на нашу, планете условия близки к тем, что были на Земле в каменноугольный период, а следовательно, там может существовать похожая биосфера. Первые определения температуры, казалось, могли оправдать такие надежды, но уточнения (в частности, при помощи спускаемых аппаратов) показали, что по причине парникового эффекта возле поверхности Венеры исключена всякая возможность существования жидкой воды.
Этот эффект в атмосфере планеты, приводящий к сильному разогреванию поверхности, создают углекислый газ и водяной пар, которые интенсивно поглощают инфракрасные (тепловые) лучи, испускаемые нагретой поверхностью Венеры. Температура и давление сначала падают с увеличением высоты. Минимум температуры — 150—170 К (−125… −105 °C) — определён на высоте 60—80 км, а по мере дальнейшего подъёма температура растёт, достигая на высоте 90—120 км 310—345 К (35—70 °C).
Ветер, весьма слабый у поверхности планеты (не более 1 м/с), в районе экватора на высоте свыше 50 км усиливается до 150—300 м/с.
В глубокой древности Венера, как полагают, настолько разогрелась, что подобные земным океаны, которыми, как считается, она обладала, полностью испарились, оставив после себя пустынный пейзаж со множеством плитоподобных скал. Одна из гипотез полагает, что из-за слабости магнитного поля водяной пар (расщеплённый солнечным излучением на элементы) был унесён солнечным ветром в межпланетное пространство. Установлено, что атмосфера планеты и сейчас теряет водород и кислород в соотношении 2:1.

### Магнитное поле
Собственное магнитное поле Венеры очень слабо. Причина этого не установлена, но, вероятно, связана с медленным вращением планеты или отсутствием конвекции в её мантии. Как следствие, Венера имеет только индуцированную магнитосферу, образованную ионизированными частицами солнечного ветра. Этот процесс можно представить в виде силовых линий, обтекающих препятствие — в данном случае, Венеру.

## Историография

### Исследование с помощью оптических телескопов
Первые наблюдения Венеры с помощью оптического телескопа были сделаны Галилео Галилеем в 1610 году. Галилей установил, что Венера меняет фазы. С одной стороны, это доказывало, что она светит отражённым светом Солнца (насчёт чего в астрономии предшествующего периода не было ясности). С другой стороны, порядок смены фаз соответствовал гелиоцентрической системе: в теории Птолемея Венера как «нижняя» планета была всегда ближе к Земле, чем Солнце, и «полновенерие» было невозможно.
В 1639 году английский астроном Джереми Хоррокс впервые наблюдает прохождение Венеры по диску Солнца.
Атмосферу на Венере открыл М. В. Ломоносов во время прохождения Венеры по диску Солнца 6 июня 1761 года (по новому стилю).

### Исследования с помощью космических аппаратов

Фотография поверхности Венеры, сделанная спускаемым аппаратом «Венера-13»

Венера интенсивно исследовалась советскими и американскими космическими аппаратами в 1960-х — 1980-х годах. Первым аппаратом, предназначавшимся для изучения Венеры, была советская «Венера-1», запущенная 12 февраля 1961 года; эта попытка оказалась неудачной. После этого к планете направлялись советские аппараты серии «Венера», «Вега», американские «Маринер», «Пионер-Венера-1», «Пионер-Венера-2». В 1975 году космические аппараты «Венера-9» и «Венера-10» передали на Землю первые фотографии поверхности Венеры; в 1982 году «Венера-13» и «Венера-14» передали с поверхности Венеры цветные изображения. Впрочем, условия на поверхности Венеры таковы, что ни один из космических аппаратов не проработал на планете более двух часов.
С 1990-х годов интерес к исследованиям Венеры несколько угас, особенно по сравнению с Марсом. За последние 30 лет у Венеры работали всего 3 космических аппарата (в сравнении с 15 марсианскими): американский «Магеллан» (1989—1994), европейский «Венера-экспресс» (2006—2014) и японский «Акацуки» (с 2015). Кроме этого, Венера регулярно используется для гравитационных манёвров на пути к другим телам Солнечной Системы, как внутренней, так и внешней. В частности, мимо Венеры пролетали и проводили её попутные исследования американские аппараты «Галилео» (в 1989 году на пути к Юпитеру), «Кассини» (в 1997 году на пути к Сатурну), «Мессенджер» (в 2006 и 2007 годах на пути к Меркурию) и солнечный зонд «Паркер» (в 2018 и 2019 годах). Последний будет осуществлять такие пролёты регулярно на протяжении нескольких лет. Кроме этого, в ближайшее время гравитационные манёвры у Венеры с попутными исследованиями будут осуществлять европейско-японский меркурианский спутник BepiColombo (уже осуществил два пролёта Венеры в октябре 2020 года и в августе 2021 года) и европейский солнечный Solar Orbiter (запущен 10 февраля 2020 года, планируются регулярные пролёты Венеры для увеличения наклонения орбиты относительно эклиптики).
В нынешнее время интерес к Венере существует, и несколько космических агентств разрабатывают проекты венерианских космических аппаратов. Например, Роскосмос разрабатывает программу «Венера-Д» с посадочным аппаратом, Индия — орбитальный аппарат «Шукраян-1», НАСА — проекты DAVINCI+ и VERITAS, ЕКА — аппарат EnVision. Все эти проекты (за исключением «Шукраян-1», пуск которого намечен на 2028 год) находятся на ранних стадиях разработки, сроки их реализации — не ранее конца 2020-х годов.

#### Хронология
Список успешных запусков космических аппаратов, передавших сведения о Венере:
| Страна или космическое агентство | Название        | Запуск           | Примечание |
| -------------------------------- | --------------- | ---------------- | --- |
| США                              | Маринер-2       | 27 августа 1962  | Исследования при пролёте |
| СССР                             | Венера-4        | 12 июня 1967     | Исследования атмосферы спускаемым аппаратом |
| США                              | Маринер-5       | 14 июня 1967     | Исследования при пролёте |
| СССР                             | Венера-5        | 5 января 1969    | Исследования атмосферы спускаемым аппаратом |
| СССР                             | Венера-6        | 10 января 1969   | Исследования атмосферы спускаемым аппаратом |
| СССР                             | Венера-7        | 17 августа 1970  | Первая успешная мягкая посадка на поверхность планеты |
| СССР                             | Венера-8        | 27 марта 1972    | Мягкая посадка |
| США                              | Маринер-10      | 4 ноября 1973    | Пролёт на пути к Меркурию, попутные исследования |
| СССР                             | Венера-9        | 8 июня 1975      | Мягкая посадка и искусственный спутник Венеры. Первые чёрно-белые фотографии поверхности. |
| СССР                             | Венера-10       | 14 июня 1975     | Мягкая посадка и искусственный спутник Венеры. Чёрно-белые фотографии поверхности. |
| США                              | Пионер-Венера-1 | 20 мая 1978      | Искусственный спутник Венеры, радиолокационная альтиметрия |
| США                              | Пионер-Венера-2 | 8 августа 1978   | Исследования атмосферы при помощи четырёх спускаемых аппаратов |
| СССР                             | Венера-11       | 9 сентября 1978  | Пролёт Венеры, мягкая посадка спускаемого аппарата |
| СССР                             | Венера-12       | 14 сентября 1978 | Пролёт Венеры, мягкая посадка спускаемого аппарата |
| СССР                             | Венера-13       | 30 октября 1981  | Пролёт Венеры, мягкая посадка спускаемого аппарата. Первая запись звука на поверхности, бурение грунта и дистанционное исследование его химического состава, первая передача цветного панорамного изображения |
| СССР                             | Венера-14       | 4 ноября 1981    | Пролёт Венеры, мягкая посадка спускаемого аппарата. Бурение грунта и дистанционное исследование его химического состава, передача цветного панорамного изображения                                            |
| СССР                             | Венера-15       | 2 июня 1983      | Искусственный спутник Венеры, создание радиолокационной карты 30% поверхности |
| СССР                             | Венера-16       | 7 июня 1983      | Искусственный спутник Венеры, создание радиолокационной карты 30% поверхности |
| СССР                             | Вега-1          | 15 декабря 1984  | Исследование атмосферы зондом-аэростатом, бурение грунта и дистанционное исследование его химического состава (только Вега-2), пролёт аппарата к комете Галлея                                                |
| СССР                             | Вега-2          | 21 декабря 1984  | Исследование атмосферы зондом-аэростатом, бурение грунта и дистанционное исследование его химического состава (только Вега-2), пролёт аппарата к комете Галлея                                                |
| США                              | Магеллан        | 4 мая 1989       | Искусственный спутник Венеры, создание подробной радиолокационной карты поверхности |
| США                              | Галилео         | 18 октября 1989  | Пролёт на пути к Юпитеру, попутные исследования |
| США                              | Кассини-Гюйгенс | 15 октября 1997  | Пролёт на пути к Сатурну, попутные исследования |
| США                              | Мессенджер      | 3 августа 2004   | Пролёт на пути к Меркурию, попутные исследования |
| ЕКА                              | Венера-экспресс | 9 ноября 2005    | Искусственный спутник Венеры |
| Япония                           | Акацуки         | 21 мая 2010      | Искусственный спутник Венеры |
| США                              | Паркер          | 12 августа 2018  | Несколько гравитационных манёвров для уменьшения перигелия, попутное изучение ударной волны магнитосферы |

## В культуре
Планета Венера у целого ряда народов воспринималась как два разных небесных тела: один — Венера утром, второй — вечером. Объясняется это тем, что различима планета лишь в утренних и вечерних сумерках, из-за своей всегдашней близости к Солнцу будучи «засвечена» днём, и вне земного видения ночью. Из-за разной орбитальной динамики для земного наблюдателя Венера дольше остаётся «утренней звездой» (после западной элонгации), чем «вечерней» (после восточной). По пути от восточной элонгации к западной у планеты наблюдается т.н. «нижнее соединение» с Солнцем (Венера ближе Солнца), а также её ретроградное движение относительно видимого годичного движения Солнца по небосводу.
С планетой Венера связано одно из главных открытий классической древнегреческой астрономии — «Геспер есть Фосфор». Всегдашнее расположение этой «нижней» планеты рядом с Солнцем делает её видимой, самой яркой, звездой незадолго перед восходом Солнца (как «Звезду Утреннюю» — «Фосфор»/«Эосфор»), либо недолго после заката (как «Звезду Вечернюю» — «Геспер»). Честь открытия тождества «Вечерней»  и «Утренней» «звёзд», по Плинию и Аристоксену, принадлежит Пифагору, по другим источникам — Пармениду.
Венера занимает второе место среди планет Солнечной системы после Марса по той роли, которую она играет в литературе и других жанрах искусства.
В первой половине/середине XX века условия на поверхности Венеры ещё не были известны даже приблизительно. Невозможность наблюдения в оптический телескоп поверхности планеты, постоянно закрытой облаками, оставляла простор для фантазии писателей и режиссёров. Даже многие учёные того времени, исходя из общей близости основных параметров Венеры и Земли, считали, что условия на поверхности планеты должны быть достаточно близки к земным. С учётом меньшего расстояния до Солнца допускалось, что на Венере будет заметно жарче, но считалось, что там вполне может существовать жидкая вода и, следовательно, биосфера — возможно, даже с высшими животными. В связи с этим, в массовой культуре сложилось представление, что мир Венеры представляет собой аналог «мезозойской эры» Земли — влажный тропический мир, населённый гигантскими ящерами.
Во второй половине XX века, когда Венеры достигли первые АМС, оказалось, что эти представления находятся в разительном несоответствии с реальностью. Как было установлено, условия на поверхности Венеры исключают не только возможность существования жизни, подобной земной, но даже представляют серьёзные затруднения для работы автоматических роботов из титана и стали.

### Венера в мифологии

#### В древнесемитской мифологии
У древних семитов термин ˈас̱тар, обозначал планету Венеру в одном из двух аспектов, передаваемых, соответственно, как ˈАс̱тар (утренняя звезда, мужской персонаж) и ˈАс̱тарт (вечерняя звезда, женский персонаж). От этого имени происходит имя аккадской богини Иштар.

#### В Вавилоне
Вавилонские астрономы уделяли большое внимание планете Венере.
В астрономических клинописных текстах она именовалась Дилбат и сопоставлялась с богиней Иштар. 
В текстах позднего периода она, вместе с Луной и Солнцем, составляет триаду. Согласно некоторым предположениям, вавилонские астрономы знали, что в период своей большой яркости после или до нижнего соединения Венера кажется серпом. Согласно этой версии, вавилонские астрономы уделяли столь большое внимание Венере именно из-за этой её особенности, поскольку эта особенность делала её сестрой Луны. Поэтому в интересах древних культов вавилонские астрономы внимательно наблюдали за Венерой, а в поздний период (1500—1000 годы до н. э.) даже пытались использовать величину периодов её исчезновений и появлений для астрологических предсказаний.

#### В Древней Греции
В зависимости от философской школы, в античной древнегреческой культуре можно выделить два основных представления о планетах — как материальный объект природы (небесное светило, укреплённое на небесной сфере), либо как личность божества. Таким образом, планета Венера представлялась в древнегреческой культуре либо как светило, либо как божество.
По Цицерону, древние греки называли утреннюю звезду Фосфор (др.-греч. Φωσφόρος — «несущий свет»), когда она всходила перед Солнцем, и Эосфор (др.-греч. ἑωσφόρος — «зареносец»), когда она выходит после него.
В древности её считали разными планетами.
Когда было установлено, что Вечерняя и Утренняя звёзды — одно и то же светило (по Плинию, это открытие принадлежало Пифагору, по другим источникам — Пармениду), Фосфор был отождествлён с Геспером (др.-греч. Ἓσπερος; Вечер) — Венерой, наблюдаемой как Вечерняя звезда.

#### В Древнем Риме
В античном трактате «Астрономия», авторство которого приписывается Юлию Гигину, Венера названа звездой Юноны, а также Люцифером и Геспером, причём особо подчёркивается, что оба эти имени принадлежат одной планете.

#### У майя
Венера являлась наиболее приоритетным астрономическим объектом для астрономов цивилизации майя. Её календарь можно обнаружить на листах 24 — 29 в Дрезденского кодекса. Они называли планету Нох Эк — «Великая звезда», или Шуш Эк — «Звезда Осы». Они верили, что Венера олицетворяет бога Кукулькана (также известного как Гукумац или Кетцалькоатль в других частях древней Центральной Америки). В рукописях майя описан полный цикл движений Венеры.

### Оккультизм
В оккультизме Венера соотносится со сфирой Нецах. (См. также Халдейский ряд).